# Ярославский велодром
Ярославский велодром — велодром города Ярославля; находится на южной окраине Северного жилого района (Брагино), при въезде в него из Северной промышленной зоны, адрес — Ленинградский проспект, 43.

## История
Велодром был построен в конце 1970-х годов по инициативе совета профсоюзов.
 
Является базой для ДЮСШ № 19, имеющей ряд титулованных воспитанников. Единственный трек на Верхней Волге, один из немногих в стране.

## Состояние
Со времени возведения капитально не ремонтировался и находится в критическом состоянии (есть проект реконструкции), как и материальная база школы — по состоянию на 2008 год на 200 воспитанников было всего 45 велосипедов.

## Доп. сервис
При велодроме имеется небольшая гостиница для иногородних спортсменов, приезжающих на соревнования.